# Ottorino Casanova
Ottorino Casanova (Guastalla, 23 novembre 1906 – Guastalla, 23 settembre 1986) è stato un calciatore italiano, di ruolo interno.

## Biografia
Appartenente ad una famiglia di origine nobiliare, era difatti conte, nel 1959 fu tra i fondatori del Guastalla.

## Caratteristiche tecniche
Soprannominato "Cannetta" a causa del fisico esile, Casanova era un interno di grande tecnica e molto costante nelle prestazioni.

## Carriera
Inizia la carriera agonistica nel Parma, per poi passare ai liguri della Corniglianese. Dopo aver giocato nel Pro Calcio Guastalla, nel 1927 viene ingaggiato dalla Reggiana, militante nella Divisione Nazionale.
Le ottime prestazioni con il club di Reggio Emilia convincono il Genova 1893 ad investire nel giocatore. L'esordio con il Grifone avviene nella vittoria esterna per 2-1 contro la Cremonese il 10 novembre 1929, mentre la prima rete la mise a referto il 16 dello stesso mese nella vittoria casalinga per 2-1 contro l'Alessandria.
Nella stagione d'esordio ottiene il secondo posto in Serie A, a soli due punti dai campioni dell'Inter. Con i genovesi gioca anche quattro incontri nella Coppa dell'Europa Centrale 1929, giungendo ai quarti finali del torneo.
Dopo quattro stagioni con i rossoblù, nel 1933 passa al Catania, con cui, grazie alla vittoria del Girone finale D nella Prima Divisione 1933-1934, ottiene la promozione in cadetteria.
Dopo tre stagioni con i siciliani tra i cadetti, nel 1937 torna alla Reggiana, chiudendovi la carriera agonistica l'anno seguente.

## Palmarès

### Club

#### Competizioni nazionali
- Prima Divisione: 1

Catania: 1933-1934 (Girone Finale D)